# Území závislé na patriarchovi – Jordánsko
Území závislé na patriarchovi – Jordánsko je území závislé na katolickém patriarchovi chaldejské katolické církve.

## Historie
Tato struktura vznikla roku 2004.
K roku 2015 mělo: 4000 věřících, 1 diecézního kněze a 2 řeholnice.

## Seznam protosyncelů
- Raymond Moussalli (2004–2014)
- Mons. Zaid Habbaba (od 2014)